# Karasis (Festung)

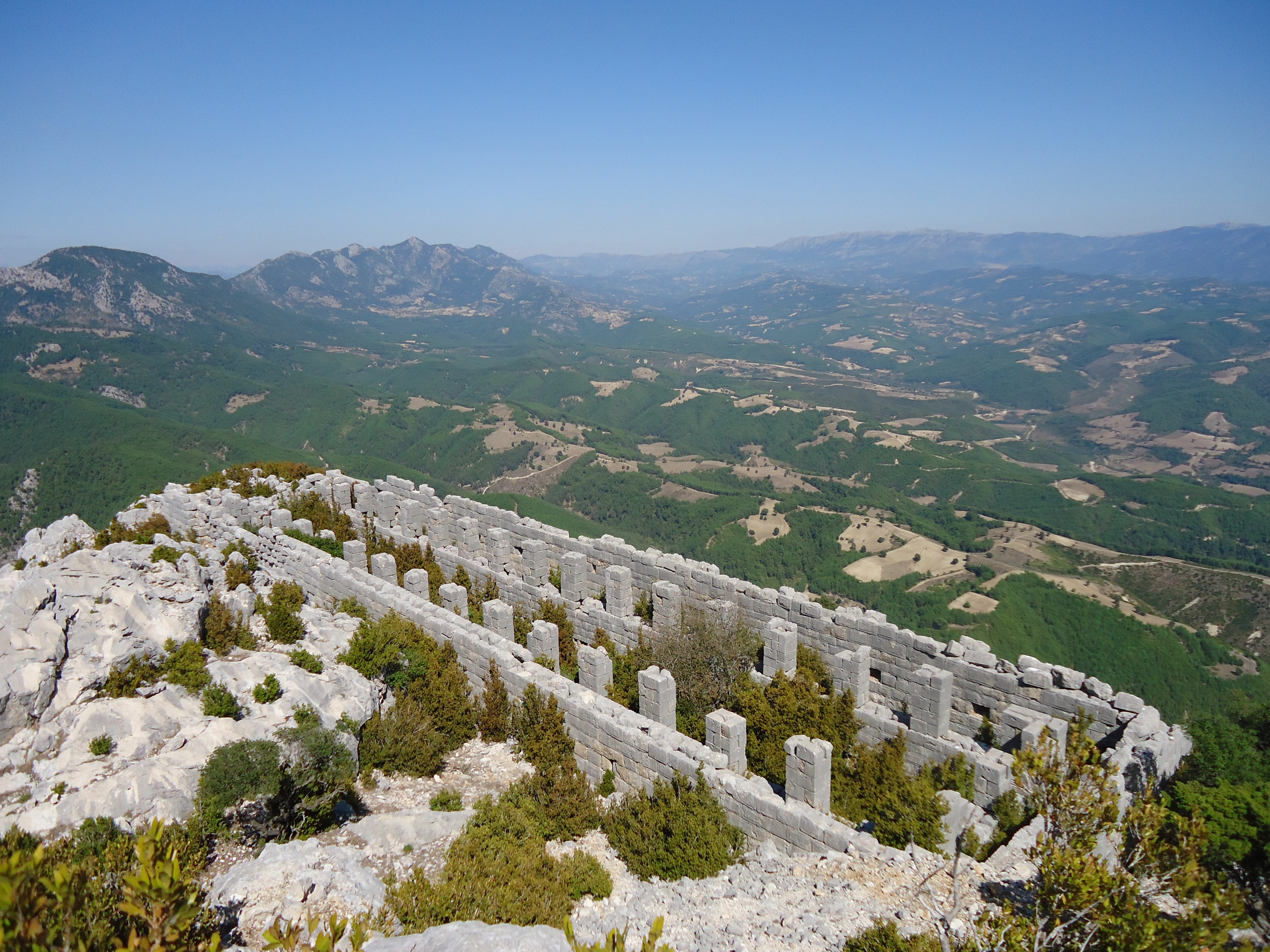
Blick auf den mutmaßlichen Speicher der Festung auf dem Bergkamm.

Die antike Festungsanlage von Karasis liegt auf dem bis zu gut 1000 m aufsteigenden isolierten Höhenrücken des Berges Karasis in den Ausläufern des östlichen Taurusgebirges in der historischen Region Kilikien, am nördlichen Rand der Çukurova nahe bei Kozan in der Provinz Adana (Türkei). Sie wurde 1994 durch den Epigraphiker Mustafa Hamdi Sayar entdeckt, der von Einheimischen aus den umliegenden Dörfern auf mächtige Ruinen auf dem Berggipfel hingewiesen worden war. Die aus einer Ober- und einer Unterburg bestehende Anlage wurde wahrscheinlich im 2. Jahrhundert v. Chr. von den makedonischen Seleukiden erbaut. Sowohl der eigentliche Name der Festungsanlage als auch ihr Zweck sind unklar. In antiken Schriften wird zwar eine im Taurusgebirge liegende Schatzburg namens Kyinda erwähnt, jedoch fehlen bisher die Belege dafür, dass es sich bei der Festung von Karasis um diese Anlage handelt.

## Archäologische Forschung
Die unzugängliche Höhenfestung wurde von 2003 bis 2005 vom Deutschen Archäologischen Institut Istanbul bauhistorisch untersucht, ohne dass Ausgrabungen vorgenommen werden konnten. Im Zusammenhang mit der Fernsehserie Schliemanns Erben des ZDF konnte die gesamte Burgfeste mit Hilfe eines russischen Hubschraubers aus der Luft erkundet werden. Die gewaltigen Bauanlagen, die dank der Luftobservation inzwischen im Computer rekonstruiert werden konnten, umfassen u. a. eine riesige Steinhalle, die sich als ein Speichergebäude entpuppte. Die Räume waren gut belüftet, sodass man heute davon ausgeht, dass es sich um einen Getreidespeicher handelte. Die gesamte Anlage, gut mit Quellwasser versorgt, konnte offensichtlich monatelang einer Belagerung standhalten. Das Emblem eines Elefanten, das als Relief an einem der Türme entdeckt wurde, weist deutlich auf die Seleukiden hin, die dieses Tier auch auf ihre Münzen setzten. Die Archäologen prägten daher auch die inoffizielle Bezeichnung Elefantenburg.
Die extrem unzugängliche Anlage mit ihren äußerst starken Verteidigungsanlagen gehört Vermutungen zufolge in die Zeit nach Antiochos III., als das Reich seinen Höhepunkt überschritten hatte und sich zunehmend in der Defensive befand.

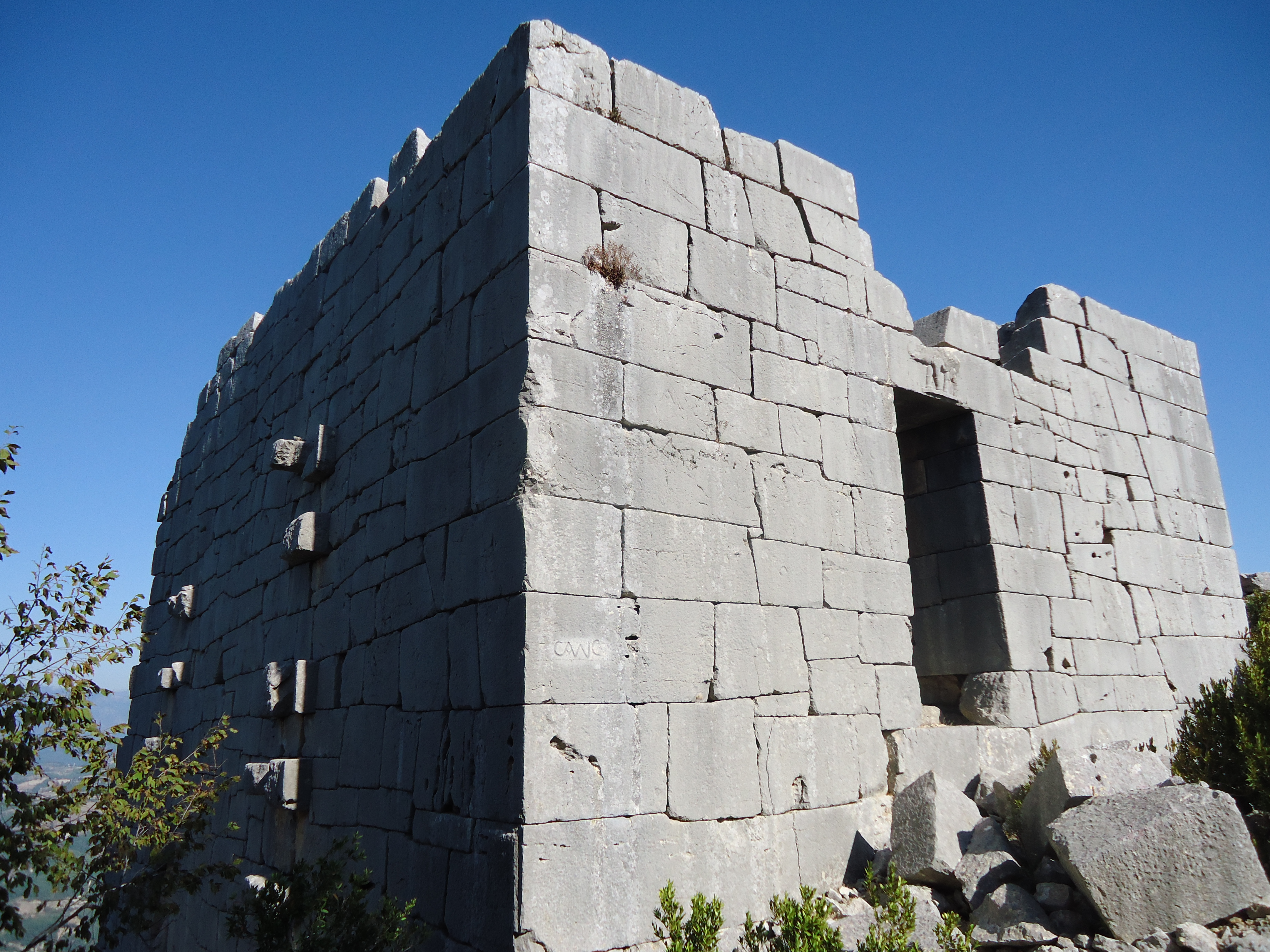
Festungsturm mit Elefantenrelief über dem Türsturz.

Auch ein nahezu perfekt erhaltener Katapultturm in der Unterburg beweist den defensiv-militärischen Charakter der Feste, die offenbar nicht der Kontrolle des Umlandes diente, da sie hierfür zu abgelegen war. Verglichen mit der gut bekannten sonstigen hellenistischen Festungsarchitektur, handelt es sich hier um ein ganz außergewöhnliches Bauwerk in Umfang, Anlage und Ausstattung. Neben dem großen Speicher bzw. Magazin gibt es auch repräsentative Räume, von denen einer besonders massiv durch schwere Wände und Platten geschützt war. Er könnte als eine Art Tresorraum gedient haben. In der gesamten Umgebung dieses hochaufragenden Sporns fand man keine Siedlung aus der Seleukidenzeit, die es zu beschützen galt. Die wenigen bislang ausgewerteten Keramikfunde deuten darauf hin, dass die Festung um 100 v. Chr. noch besetzt war. Dennoch bleibt es bislang ein Rätsel, wen oder was diese Militäranlage einst sichern sollte. Verschiedentlich wurde vermutet, dass sie den seleukidischen Staatsschatz schützen sollte, doch fehlen für diese Annahme bislang die Belege.

## Die Karasis-Festung heute
Die Festung ist bislang touristisch nicht erschlossen. Der Aufstieg über den weglosen Fels ist sehr steil, beschwerlich und nicht ungefährlich; die Pfade, die im Rahmen der Untersuchungen 2003 angelegt wurden, sind wieder zugewuchert. Es empfiehlt sich daher dringend, sich von Einheimischen aus den umliegenden Dörfern führen zu lassen, da man sich sonst im dichten Gestrüpp leicht verirren kann.